# Mount Carmel (Illinois)
Die City Mount Carmel ist Verwaltungssitz (County Seat) des Wabash County im US-amerikanischen Bundesstaat Illinois.
Sie liegt an den Mündungen von Patoka River und White River in den Wabash River, der die Grenze zwischen Illinois und Indiana bildet. 2004 war die Stadt mit 7713 Einwohnern auf einer Fläche von 11 km² die größte Stadt des Wabash County. Mount Carmel liegt etwa 385 km Luftlinie von Chicago entfernt.
Auf der gegenüberliegenden Seite des Wabash Rivers in Indiana liegt East Mount Carmel. Mount Carmel liegt acht Kilometer nordöstlich des Forest of the Wabash, einer zum Beall Woods State Park gehörenden National Natural Landmark. Die Stadt ist der Geburtsort von Robert Ridgway, einem US-amerikanischen Ornithologen sowie dem Gesangsduo Girls of the Golden West. Das Wabash Valley College hat seinen Sitz in Mount Carmel.

## Geographie
Die Stadt liegt am Wabash River, der die Grenze zum Bundesstaat Indiana markiert. Nach den Angaben des United States Census Bureaus hatte die City 2010 eine Gesamtfläche von 12,94 km², wovon 12,57 km² (oder 97,20 %) Land und 0,37 km² (oder 2,80 %) Gewässer sind. Mount Carmel liegt in der Wabash Valley Seismic Zone. Zuletzt hat am 18. April 2008 ein Erdbeben mit der Momenten-Magnitude 5,2 die Stadt und ihre Umgebung getroffen. Die Nachbeben hielten mehrere Monate an.
Die Brücke über den Wabash River war einst berühmt, weil sie auf der Seite von Illinois weiß und auf der Seite von Indiana schwarz gestrichen war. Durch eine Folge Ripley’s Believe It or Not! war darüber landesweit berichtet worden. Die Parker-Truss-Brücke mit 12 Spannen wurde später vollständig in Grün gestrichen und verband Mount Carmel via Illinois Route 15 und Indiana State Road 64 mit Princeton, Indiana. Nach dreijähriger Bauzeit wurde diese Brücke im Januar 2011 durch einen Neubau ersetzt. Die Maßnahme ist eine Etappe beim vierstreifigen Ausbau der IN-64. Illinois Route 1 und Illinois Route 15 treffen sich nur einige Blöcke entfernt von der Brücke, und eine Eisenbahnbrücke verläuft parallel zur IN-64/IL-15-Brücke, und eine weitere Brücke liegt einige Kilometer weiter flussabwärts, am südlichen Stadtrand.

## Geschichte

### Tornado
Am 4. Juni 1877 setzte direkt westlich von Mount Carmel ein F4-Tornado auf und verwüstete auf dem Weg in ostnordöstlicher Richtung die Stadt vor allem zwischen Third und Fifth Street. Eine örtliche Zeitung beschrieb das Ereignis wie folgt.

“During its prevalence the air was filled with flying roofs, windows, doors, lumber, rails, clothing, etc. Much of the debris was carried more than a mile away. Thirteen persons were killed outright, and many others will undoubtedly die of their injuries. There are also several others reported missing who are probably buried in the ruins. It being a rainy day, many farmers who could not work at home were in town. The county court was also in session, which caused many people to be in the city.
Men, women and children were blown a distance of 400 feet, as if they were feathers. The better part of the town Is destroyed. Some seventy families were rendered houseless and much distress is anticipated.”

„Während seines Bestehens war die Luft gefüllt mit umherfliegenden Dächern, Fenstern, Türen Holzbalken, Geländern, Kleidern usw. Ein Großteil der Trümmer wurde mehr als eine Meile davongetragen. Dreizehn Personen wurden auf der Stelle getötet, und viele weitere werden ohne Zweifel noch ihren Verletzungen erliegen. Außerem sind mehrere weitere vermisst gemeldet und liegen wahrscheinlich in den Ruinen begraben. Da es ein regnerischer Tag war, befanden sich viele der nicht arbeiten könnenden Farmer in der Stadt. Auch das städtische Gericht war in Tagung, wodurch sich viele Leute in der Stadt befanden.
Männer, Frauen un Kinder wurden über mehr als 120 Meter weggeblasen, als ob sie Federn wären. Der größte Teil der Stadt ist zerstört. Mehr als siebzig Familien wurden obdachlos und großes Elend wird erwartet.“

Am Ende hatte der Tornado 20 Geschäfte und 100 Wohnhäuser beschädigt oder zerstört, und mindestens 16 Persönen möglicherweise bis zu 30, wurden getötet sowie rund 100 verletzt.

### Grand Rapids Hotel and Resort

Grand Rapids Hotel um 1922

In den 1920er Jahren existierte unweit des Grand Rapids Dam und des Hanging Rock am Wabash River ein Hotel. Dieses lag außerhalb des Stadtgebietes im Wabash County und trug den Namen Grand Rapids Hotel. Es gehörte Frederick Hinde Zimmerman. Während seiner neunjährigen Existenz war es Ziel von Reisenden aus den gesamten Vereinigten Staaten. Es brannte dann unter nicht völlig geklärten Umständen ab.

## Demographie
Zum Zeitpunkt des United States Census 2000 bewohnten Mount Carmel 7982 Personen. Die Bevölkerungsdichte betrug 667,1 Personen pro km². Es gab 3653 Wohneinheiten, durchschnittlich 305,3 pro km². Die Bevölkerung in Mount Carmel bestand zu 97,69 % aus Weißen, 0,48 % Schwarzen oder African American, 0,19 % Native American, 0,51 % Asian, 0,08 % Pacific Islander, 0,29 % gaben an, anderen Rassen anzugehören und 0,76 % nannten zwei oder mehr Rassen. 0,86 % der Bevölkerung erklärten, Hispanos oder Latinos jeglicher Rasse zu sein.
Die Bewohner Mount Carmels verteilten sich auf 3302 Haushalte, von denen in 29,3 % Kinder unter 18 Jahren lebten. 51,2 % der Haushalte stellten Verheiratete, 10,5 % hatten einen weiblichen Haushaltsvorstand ohne Ehemann und 35,0 % bildeten keine Familien. 30,6 % der Haushalte bestanden aus Einzelpersonen und in 15,9 % aller Haushalte lebte jemand im Alter von 65 Jahren oder mehr alleine. Die durchschnittliche Haushaltsgröße betrug 2,37 und die durchschnittliche Familiengröße 2,95 Personen.
Die Bevölkerung verteilte sich auf 23,6 % Minderjährige, 9,8 % 18–24-Jährige, 25,7 % 25–44-Jährige, 21,8 % 45–64-Jährige und 19,2 % im Alter von 65 Jahren oder mehr. Der Median des Alters betrug 39 Jahre. Auf jeweils 100 Frauen entfielen 90,6 Männer. Bei den über 18-Jährigen entfielen auf 100 Frauen 88,4 Männer.
Das mittlere Haushaltseinkommen in Mount Carmel betrug 31.715 US-Dollar und das mittlere Familieneinkommen erreichte die Höhe von 39.882 US-Dollar. Das Durchschnittseinkommen der Männer betrug 30.85 US-Dollar, gegenüber 17.129 US-Dollar bei den Frauen. Das Pro-Kopf-Einkommen belief sich auf 16.391 US-Dollar. 15,8 % der Bevölkerung und 10,2 % der Familien hatten ein Einkommen unterhalb der Armutsgrenze, davon waren 20,5 % der Minderjährigen und 9,3 % der Altersgruppe 65 Jahre und mehr betroffen.

## Persönlichkeiten
- Brace Beemer (1902–1965), Radiosprecher und Hörspielakteur (The Lone Ranger), wurde hier geboren.
- Charles H. Constable (1817–1865), Richter und Politiker im Senat von Illinois, praktizierte in Mount Carmel als Anwalt.
- Archie Dees (1936–2016), Basketballspieler in der NBA, besuchte die Mount Carmel High School.
- Orlando B. Ficklin (1808–1886), Mitglied des US-Repräsentantenhauses (1843–1849, 1851–1853), praktizierte hier als Anwalt.
- George W. Fithian (1854–1921), Mitglied des US-Repräsentantenhauses (1889–1895), war hier im Druckereigewerbe tätig.
- Glenn Goodart (1885–1948), Manager des Grand Rapids Hotel, stand fast zwei Jahrzehnte auf gewählten Posten in Diensten der Stadt und des Countys.
- Charles T. Hinde (1832–1915), Flusskapitän, Industrieller, Mitbegründer des Hotel del Coronado, ging in Mount Carmel zur Schule.
- Edmund C. Hinde (1830–1909), Goldgräber im Kalifornischen Goldrausch, wuchs in Mount Carmel auf und lebte dort nach dem Goldrausch als Weizenhändler.
- Harry Hinde (1830–1909), Geschäftsmann und Abgeordneter im Repräsentantenhaus Missouirs, wurde in Mount Carmel geboren.
- Thomas S. Hinde (1785–1846), Zeitungsherausgeber, Immobilieninvestor und methodistischer Seelsorger, hat Mount Carmel gegründet.
- Lauren Kieffer (* 1987), Reiterin bei den Olympischen Spielen und den Pan American Games, wurde hier geboren.
- Silas Z. Landes (1842–1910), demokratisches Mitglied des US-Repräsentantenhauses (1885–1889), war hier Rechtsanwalt und ist hier gestorben.
- Don Liddle (1925–2000), Pitcher für die New York Giants (1952–1954); Champion der World Series 1954, wurde in Mount Carmel geboren und starb hier.
- Gil Mains (1929–2009), Defensive Tackle für die Detroit Lions (1953–1961), wurde in Mount Carmel geboren.
- Mark Medoff (1940–2019), Dramatiker und Drehbuchautor, Regisseur, wurde in Mount Carmel geboren, bevor die Familie nach Miami Beach umzog.
- Kenneth Nance (1941–2013), Mitglied des Repräsentantenhauses von Oklahoma (1968–1978), wurde hier geboren, zog aber bereits als Säugling nach Oklahoma City.
- Bellenden Seymour Hutcheson (1883–1954), Soldat im Ersten Weltkrieg und Träger des kanadischen Victoria Cross, wurde in Mount Camel geboren.
- O. L. Rapson (1883–1952), erster Manager des Grand Rapids Hotel, wuchs hier auf.
- Robert Ridgway (1850–1929), Ornithologe, wurde hier geboren.
- Samuel Williams (1851–1913), Kandidat der Populist Party bei der Präsidentschaftswahl in den Vereinigten Staaten 1908, wurde in Mount Carmelgeboren.
- Frederick Hinde Zimmerman (1864–1924), Gründer des Grand Rapids Hotel, Farmer und Landwirtschaftsfunktionär, wurde in Mount Carmel geboren.
- Jacob Zimmerman (1831–1912), Zeitungsverleger und Politiker, Mitglied im Repräsentantenhaus von Illinois (1878–1882), lebte und starb in Mount Carmel.